# Смєхино (Островський район)
Смєхино (рос. Смехино) — присілок в Островському районі Псковської області Російської Федерації.
Населення становить 13 осіб. Входить до складу муніципального утворення Островська волость.

## Історія
Від 2015 року входить до складу муніципального утворення Островська волость.

## Населення
| 2001 | 2002 | 2010 | 2013 |
| ---- | ---- | ---- | ---- |
| 18   | ↗21  | ↘19  | ↘13  |